# Commission d'enquête sur des opérations policières en territoire québécois
La Commission d'enquête sur des opérations policières en territoire québécois, mieux connue sous le nom de commission Keable, est une commission d'enquête québécoise créée en 1977 et chargée d'enquêter sur les agissements policiers au Québec qui ont suivi la Crise d'Octobre survenue en 1970,,.
Présidée par Jean Keable, ce dernier a rendu public son rapport le 6 mars 1981. Il y conseille, entre autres, de poursuivre au criminel les policiers qui ont pratiqué des activités illégales entre 1971 et 1973 sous prétexte de lutter contre le terrorisme au Québec.

## Mandat
Le mandat initial de la commission était « d'enquêter sur les circonstances entourant la perquisition effectuée dans les locaux de l'Agence de presse libre dans la nuit du 6 au 7 octobre 1972 », mandat qui fut étendu par la suite par le ministre de la justice.
Bien que la commission n'était pas mandatée d'enquêter sur la Crise d'Octobre, elle a dû interroger plusieurs intervenants de cette dernière. Ceci a fait en sorte de développer des doutes, alimentés par la presse, sur le mandat officieux de la commission, à savoir enquêter sur la Crise d'Octobre même.